# Casearia obliqua
Casearia obliqua là một loài thực vật có hoa trong họ Liễu. Loài này được Spreng. mô tả khoa học đầu tiên năm 1825.